# 고북면
고북면(高北面)은 충청남도 서산시에 있는 면이다.

## 개요
- 고북면은 시청에서 남동쪽으로 17 km 지점에 위치하며, 동으로는 연암산을 경계로 하여 예산군 덕산면에, 남으로는 홍성군 갈산면, 서로는 A지구라 불리는 간월호를 경계로 하여 부석면, 북으로는 해미면과 접하고 있다.
- 산이 높고 기운이 좋아 예로부터 이곳에서 공부하면 나라에 큰 인물이 난다고 하여 많은 사람들이 수도하였던 천장사가 있으며, 그 지류에 낚시터로도 알려진 신송저수지와 소정천, 간월호의 풍부한 수원은 연중 관개에 이용되고 있어 고북 황토알타리무를 비롯하여 황토딸기와 각종 화훼 재배등에 이용되고 있으며, 국도29호선이 면 중심부를 관통 하고 있어 충청권내륙으로 통하는 교통이 편리한 곳이다.
- 가구.신송리.초록리.기포리 지역에 중소기업체가 다수 입주하여 생산품은 내수는 물론 수출도 하고 있는 지역이다.[1]

## 연혁
- 1403년 이전 : 홍성군 관할 하도면에 속함.
- 조선 태종 3년(1403년) : 해미면에 이관.
- 1914년 4월 1일 : 군통합시(서산군) 고북면으로 개칭.
- 1983년 2월 15일 : 대사리가 홍성군 갈산면에 편입.
- 1995년 1월 1일 : 서산시군 통합으로 서산시에 편입.

## 행정 구역
- 가구리 (1~2리)
- 기포리 (1~2리)
- 남정리 (1~3리)
- 봉생리 (1~2리)
- 사기리 (1~2리)
- 신상리 (1~3리)
- 신송리 (1~2리)
- 신정리 (1~2리)
- 양천리 (1~2리)
- 용암리 (1~3리)
- 장요리 (1~3리)
- 정자리 (1~2리)
- 초록리 (1~2리)

## 교육
- 고북초등학교 (기포리)
- 삼포초등학교 (폐교) - 고북면 고북4로 313 (봉생리)
- 고북중학교 (가구리)

## 특산물
- 고북 알타리무

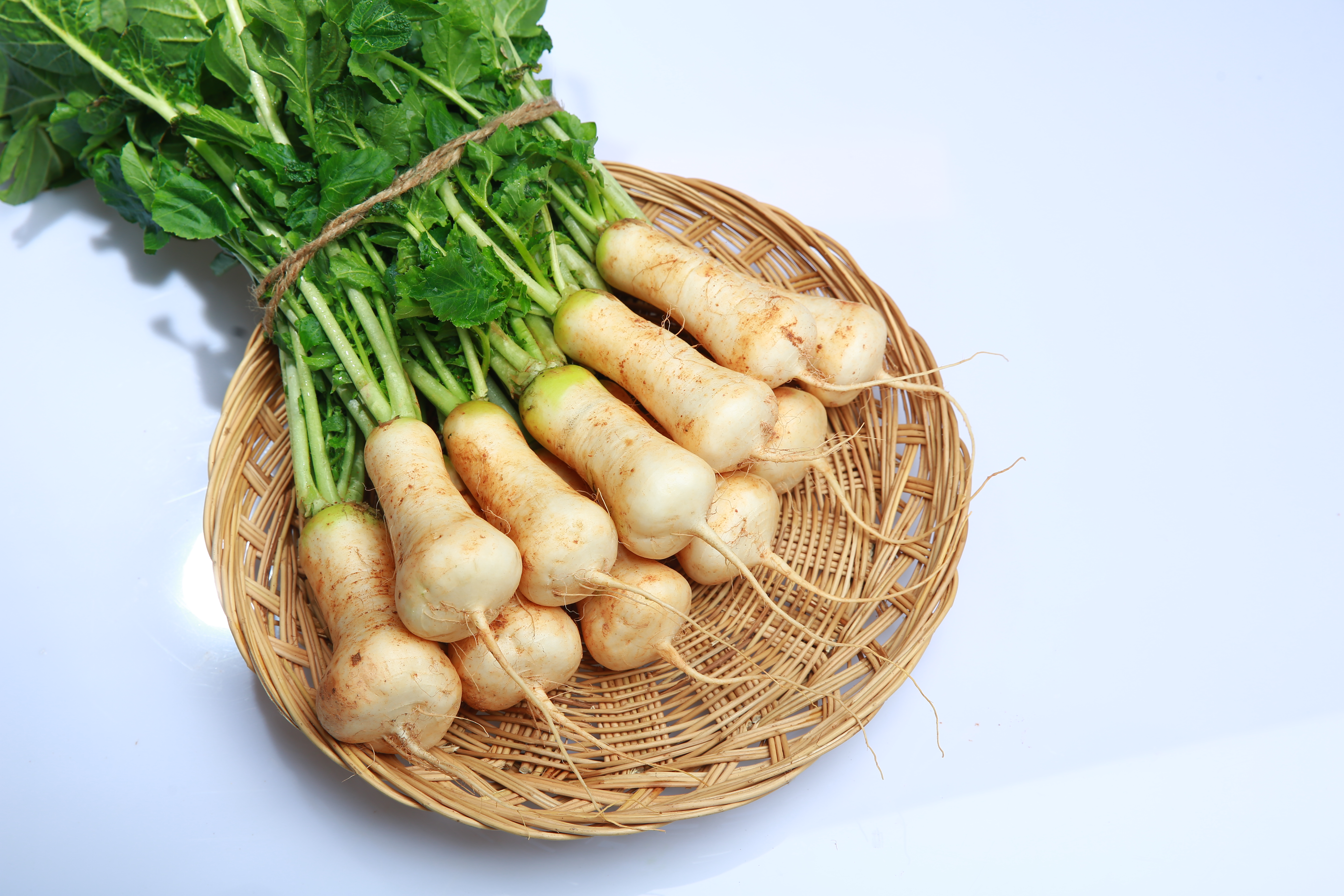
고북 황토 알타리무

  - 고북면의 ‘황토 알타리 무’는 전국 생산량의 30%를 차지하고 있으며, 야산 개간지의 황토 흙에서 재배되어 시각적으로는 알타리 무 고유의 특성을 나타내고 색깔이 좋으며, 미각적으로는 씹히는 맛이 아삭아삭하고 당도가 높아 우수한 품질을 가지고 있다.[2]
  - 또한 붉은 황토에서 풍부한 미네랄을 함유하고 있는 지하수와 농약을 사용하지 않고 유기질 비료를 사용 무공해 친환경농법으로 재배하고 있어 달콤하고 담백한 맛이 일품으로 대도시 소비자의 입맛을 사로잡고 있다. 특히 무의 껍질에는 속보다 비타민 C가 훨씬 풍부하게 들어 있으므로 껍질을 벗기지 말고 깨끗이 씻어먹는 것이 좋다.[3]

- 고북 황토딸기
  - 황토 흙에서 갯바람을 맞으면 자란 황토딸기는 타지역에 비해 당도가 높고 윤기가 흐르는데다 보관성도 좋다. 한 스푼에 약 2억 마리의 미생물이 살아 다양한 효소들이 순환 작용을 일으키고 있어, 예로부터 황토는 살아 있는 생명체라 하여 엄청난 약성을 가진 무병장수의 흙으로 사용되어 온 황토와 가야산 맑은 물과 유기농법으로 재배하고 있다. 또한 천적을 이용한 친환경 농법으로 재배하여 소비자들에게 좋은 반응을 얻고 있다.